# Gruta do Leão
A Gruta do Leão é uma gruta portuguesa localizada na freguesia de Santo Amaro, concelho de Velas, ilha de São Jorge, arquipélago dos Açores.
Esta cavidade apresenta uma geomorfologia de origem vulcânica em forma de tubo de lava localizado em encosta.
Este acidente geológico tem um comprimento de 177 m. por uma largura máxima de 3 m. e por uma altura também máxima de 9 m.